# Savva Ivanovič Mamontov
Savva Ivanovič Mamontov (in russo Савва Иванович Мамонтов?; Jalutorovsk, 3 ottobre 1841 – Mosca, 24 marzo 1918) è stato un imprenditore e mecenate russo, maggior azionista della Ferrovia Transiberiana e promotore dal 1873 del circolo culturale di Abramcevo, all'interno del quale dal 1878 curò la messinscena di alcune commedie e tragedie. Del circolo fecero parte il suo amico e pittore Vasilij Dmitrievič Polenov nonché il suo giovane nipote Konstantin Sergeevič Stanislavskij. Considerato da alcuni il primo regista russo, scrisse alcune tragedie bibliche come Iosif e Saul e commedie come Černyj turban (Il turbante nero), rappresentata per la prima volta nel 1884.
Nel 1885 Mamontov fondò un’impresa privata, la Častnaja Russkaja Opera Mamontova, Opera Privata Russa di Mamontov (1885-1904). Nel 1897 ingaggiò Sergej Rachmaninov come secondo direttore della sua compagnia, da affiancare all'italiano Michele Esposito, consapevole dei limiti di quest'ultimo. Furono rappresentate diverse opere tra cui Una vita per lo Zar di Glinka, Samson et Dalila di Saint-Saëns  e anche la Carmen di Bizet.